# 小玉百夏
小玉 百夏（こだま もか、1993年〈平成5年〉7月11日 - ）は、日本の女優。群馬県前橋市出身。

## 略歴
かつてはジャパンアクションエンタープライズ（JAE）、ワオ・エージェンシーに在籍していた。
2021年10月27日、自身のTwitterにて声優の野津山幸宏と結婚したことを発表。2024年4月2日には第1子となる男児が誕生したことを発表した。
2025年4月1日より株式会社クアックラックの所属になったことが、同社の公式X（旧Twitter）で公表された。

## 人物
家族は両親と兄。
2学年上の兄が野球をやっていた影響で小学校2年から野球を始める。中学校では野球部入部が叶わずやむを得ずソフトボール部へ。
小学生の頃に観た映画『トゥームレイダー』のアンジェリーナ・ジョリーのアクションに衝撃を受け、興味を持ち始めた。
16歳でJAEに入所しアクションなどの練習に励み、18歳でデビューした。
小柄な体格ながら、持ち前の運動神経とJAEで培った技術でキレのあるアクションをこなす。自身のInstagramやX（旧Twitter）などでもアクション動画を度々アップしている。
観戦もプレーも嗜む野球女子であり、2018年には日本女子プロ野球リーグの日本シリーズ女王決定戦第2戦の始球式を務めた。球速は100km/h超を記録したこともあるという。バッティングセンター通いや草野球も続けている。

## 出演

### テレビドラマ
- BS時代劇 塚原卜伝 第3回（2011年10月16日、NHK）[4]
- 大河ドラマ 江〜姫たちの戦国〜 第42回（2011年10月30日、NHK）[4]
- 連続テレビ小説（NHK）
  - 梅ちゃん先生（2012年）[4]
  - 半分、青い。 第83回（2018年7月6日） - カリスマ販売員 役[17]
- 仮面ライダーフォーゼ 第30話（2012年4月8日、テレビ朝日系）[18] - 生徒 役
- 庶務行員 多加賀主水が許さない（2017年10月15日、テレビ朝日系）
- 火曜ドラマ 監獄のお姫さま（2017年11月、TBSテレビ系）
- アイアングランマ2 第3話（2018年6月17日、NHK BSプレミアム） - 稲田サチ 役[19]
- 5分間の恋〜その時心が5ミリ動いた 第4話（2020年4月29日、TOKYO MX）[20]
- 金曜ドラマ DOPE 麻薬取締部特捜課 CASE4（2025年7月25日、TBSテレビ系）[21] - 女性（木下潤が潜伏先のインターネットカフェで変身した姿） 役

### バラエティ
- ジャンクSPORTS（2021年10月3日、フジテレビ系）[22]

### 映画
- 仮面ライダーシリーズ（東映）
  - オーズ・電王・オールライダー レッツゴー仮面ライダー（2011年4月1日）
  - 仮面ライダー×仮面ライダー フォーゼ&オーズ MOVIE大戦MEGA MAX（2011年12月10日）
  - 仮面ライダーフォーゼ THE MOVIE みんなで宇宙キターッ!（2012年8月4日）
  - 劇場版 仮面ライダーウィザード in Magic Land（2013年8月3日）
  - 劇場版 仮面ライダー鎧武 サッカー大決戦!黄金の果実争奪杯!（2014年7月19日）
- スーパーヒーロー大戦シリーズ（東映）
  - 仮面ライダー×スーパー戦隊 スーパーヒーロー大戦（2012年4月21日）
  - 仮面ライダー×スーパー戦隊×宇宙刑事 スーパーヒーロー大戦Z（2013年4月27日）
- 劇場版 SPEC〜結〜 漸ノ篇（2013年11月1日、東宝） - スペックホルダー 役
- 悼む人（2015年2月14日、東映）
- 感染 -彼女はいま"シャチ"になる-（2020年6月、自主映画、監督：黒沢秋） - 安藤千佳 役[23]
- 黄龍の村（2021年9月24日、ラビットハウス、監督：阪元裕吾） - 千代 役[24]
- ファーストミッション（2022年5月6日、監督：HAYATE） - 主演・廣瀨佳 役[25][26]　※真青ハヤテとのダブル主演。

### ネットムービー
- ツーカイザー×ゴーカイジャー ～ジューンブライドはたぬき味～（2022年） - 海賊女性 役

### 舞台
- ミュージカル 忍たま乱太郎 - おシゲ 役
- ミュージカル☆忍者じゃじゃ丸くん（2014年5月20日 - 25日、シアターグリーン BIG TREE THEATER） - ちび丸 役（ダブルキャスト・ツーコンチーム）
- 龍狼伝（2015年5月2日 - 6日、博品館劇場） - 愛琳 役
- えのもとぐりむ作品集（Geki地下Liberty）
  - 第6部 フクロウガスム（2015年12月10日 - 20日） - ヒロイン
  - 第11部 人の類い、十二の亜種（2016年1月26日 - 31日） - Wヒロイン ベニ 役
- 多次元プロジェクト"The Fool" 第2回作品「ひと夏のアクエリオン」（2015年7月24日 - 26日、AiiA 2.5 Theater Tokyo） - 優花（イリア） 役[27]
- もしも、シ 〜とある日の反射〜（リジッター企画、2016年3月6日 - 20日、吉祥寺シアター） - フルサト（ヒロイン）/ 少年 役（ダブルキャスト・陽チーム）[28]
- ごんべい（劇団ゲキバカ、2016年5月18日 - 24日、東京芸術劇場 シアターウエスト） -  まとい（ヒロイン） 役（ダブルキャスト・赤組）[29]
- LIVE ACT「BLAZBLUE」～CONTINUUM SHIFT～再起動（2016年8月10日 - 14日、新宿村LIVE） - ツバキ＝ヤヨイ 役
- 慣れの果て（演劇チーム 渋谷ハチ公前プロデュース公演vol.8、2017年5月16日 - 21日、小劇場B1） - 並木奈緒 役
- 山茶花（ENG第八回公演、2018年6月6日 - 10日、シアターグリーン BIG TREE THEATER） - つばき（ヒロイン） 役[30]
- 七つの大罪 The STAGE（2018年8月3日 - 12日、天王洲 銀河劇場） - ジェリコ 役[31]
- Office54「23区女子-FINAL-」（2019年8月29日 - 31日、座・高円寺2） - 新宿区 役
- 大塚ヒロタのテアトロ コメディア・デラルテ"UNIQUE"シリーズ「1+1+1+1=YOU」（2019年10月12日 - 14日、キーノートシアター）
- ハンドクナイフ（DMF / ENG第7回提携公演、2020年10月7日 - 11日、六行会ホール）
- ローヤの休日（劇団ゲキバカ、2021年4月21日 - 25日、ザ・ポケット） - 主演・ゼルマ 役[32]
- 賊義賊（劇団壱劇屋 東京支部、2022年9月21日 - 27日、シアターグリーン BIG TREE THEATER） - 主演・コウ 役[33]

### CM
- コミュファ光（2012年）
- パーソルホールディングス株式会社 「パ・リーグ全員野球篇」（2018年6月）
- 佐藤製薬 ユンケル黄帝液プレミアム「キャッチボール」篇（2019年） ※イチローと共演[17]
- 日本HP「少しでも早く、ソフトボール編」（2021年9月）

### MV
- デフォルメニッポン「声のアリカ」（2017年）
- UVERworld「ほんの少し」『1秒先 向かう者と ただ訪れる者』-第二話-（2017年）
- Blu-Swing「クラゲ」（2021年）
- 珍造 -CHINZO-「江戸時代にいた最強の女剣士 佐々木累」（2021年）
- Vaundy「CHAINSAW BLOOD」（2022年）

### ゲーム
- ゼノブレイド3（2023年） - カギロイ 役（モーションアクター）[34]